# Fuchsia seleriana
Fuchsia seleriana är en dunörtsväxtart som beskrevs av Ludwig Eduard Loesener. Fuchsia seleriana ingår i släktet fuchsior, och familjen dunörtsväxter. Inga underarter finns listade i Catalogue of Life.